# Speleomontia
Speleomontia is een geslacht van hooiwagens uit de familie Triaenonychidae.
De wetenschappelijke naam Speleomontia is voor het eerst geldig gepubliceerd door Lawrence in 1931. 

## Soorten
Speleomontia is monotypisch en omvat slechts de volgende soort:
- Speleomontia cavernicola